# CZW Ultraviolent Underground Championship
El  CZW Ultraviolent Underground Championship fue un título defendido en el circuito independiente de la Combat Zone Wrestling (CZW). Este título no es un campeonato reconocido por la CZW, como el FTW Championship en la ECW y AEW y el Million Dollar Championship en la WWE.

## Historia
El título fue introducido el 5 de febrero de 2005, durante el evento Only the Strong. En el evento, JC Bailey derrotó a Necro Butcher, siendo coronado como el primer campeón. El campeonato estuvo activo hasta el 19 de mayo de 2012. Ese día, la CZW colgó en su página web un comunicado en el que anunciaba que los directivos de la empresa habían decidido que, el campeón Masada, quien también era Campeón Mundial Peso Pesado de la CZW, unificara ambos campeonatos, siendo desactivado el Ultraviolento y  manteniendo el Mundial. 

## Lista de campeones
| Luchador:      | Reinado N°: | Derrotó a:                                                        | Fecha:                   | Show o Evento:                     |
| -------------- | ----------- | ----------------------------------------------------------------- | ------------------------ | ---------------------------------- |
| J.C. Bailey    | 1           | Necro Butcher                                                     | 5 de febrero de 2005     | Only the Strong                    |
| Zandig         | 1           | J.C. Bailey                                                       | julio de 2005            | Evento en vivo                     |
| Necro Butcher  | 1           | Zandig                                                            | 30 de julio de 2005      | Tournament of Death IV.            |
| J.C. Bailey    | 2           | Necro Butcher                                                     | 13 de agosto de 2005     | Deja Vu 3                          |
| Nick Gage      | 1           | J.C. Bailey                                                       | 14 de febrero de 2006    | An Afternoon of Main Events        |
| Drake Younger  | 1           | Nick Gage                                                         | 15 de octubre de 2006    | Fear                               |
| Brain Damage   | 1           | Drake Younger                                                     | 12 de mayo de 2007       | Restore the Order                  |
| Vacante        | N/A         | Vacante después de que Damage y Younger acabaran en doble pinfall | 11 de agosto de 2007     | Dishonorable Conduct               |
| Brain Damage   | 2           | JC Bailey, Danny Havoc y Scotty Vortekz                           | 15 de septiembre de 2007 | Fast Forward Deathmatch Tournament |
| Drake Younger  | 2           | Brain Damage                                                      | 9 de febrero de 2008     | 9 F'N Years                        |
| Danny Havoc    | 1           | Drake Younger                                                     | 11 de octubre de 2008    | Decision '08                       |
| Sami Callihan  | 1           | Danny Havoc                                                       | 25 de octubre de 2009    | Tournament of Death: Rewind        |
| Thumbtack Jack | 1           | Sami Callihan                                                     | 25 de octubre de 2009    | Tournament of Death: Rewind        |
| Adam Polak     | 1           | Thumbtack Jack                                                    | 17 de enero de 2010      | 18+ Underground: Chapter Two       |
| Nick Gage      | 2           | Adam Polak                                                        | 7 de noviembre de 2010   | Tournament of Death vs Gorefest    |
| Yuko Miyamoto  | 1           | Nick Gage                                                         | 11 de diciembre de 2010  | Cage of Death XII                  |
| Jun kasai      | 1           | Yuko Miyamoto                                                     | 22 de marzo de 2011      | FREEDOM                            |
| Danny Havoc    | 2           | Jun Kasai                                                         | 9 de abril de 2011       | Best of the Best X                 |
| Masada         | 1           | Danny Havoc                                                       | 9 de julio de 2011       | CZW New Heights                    |
| Desactivado    | N/A         | Unificado con el Campeonato Mundial Peso Pesado de la CZW         | 19 de mayo de 2012       | N/A                                |

## Reinados más largos
| Luchador:     | días: | fecha en que lo ganó: | Fecha en que lo perdió: | notas:                                                |
| ------------- | ----- | --------------------- | ----------------------- | ----------------------------------------------------- |
| Danny Havoc   | 376   | 11 de octubre de 2008 | 25 de octubre de 2009   | Fue obsequiado con el título por el campeón anterior. |
| Masada        | 315   | 9 de julio de 2011    | 19 de mayo de 2012      | Último campeón de la historia.                        |
| Adam Polak    | 294   | 17 de enero de 2010   | 7 de noviembre de 2010  | Su primer reinado.                                    |
| Drake Younger | 250   | 9 de febrero de 2008  | 11 de octubre de 2008   | Su segundo reinado.                                   |
| Drake Younger | 209   | 15 de octubre de 2006 | 12 de mayo de 2007      | Su primer reinado.                                    |

## Mayor cantidad de reinados
- 2 veces: Brain Damage, J.C. Bailey, Drake Younger y Danny Havoc.

## Datos interesantes
- Reinado más largo: Danny Havoc, 379 días.
- Reinado más corto: Sami Callihan, menos de un día.
- Campeón más viejo: John Zandig, 41 años, 3 meses y 26 días.
- Campeón más joven: Thumbtack Jack, 21 años, 5 meses y 27 días.
- Campeón más pesado: Brain Damage, 271 libras (123 kg)
- Campeón más liviano: Yuko Miyamoto, 176 libras (80 kg)